# Villa del Salto (vapor)
Villa del Salto foi um vapor fluvial operado pela Marinha do Uruguai de 1863 a 1865. A embarcação foi construída na Escócia e lançada ao mar em 1861. Pertenceu a uma empresa privada incialmente, sendo incorporada à Armada em 1863. Durante a Guerra do Uruguai, enfrentou três canhoneiras imperiais brasileiras, encalhando de propósito e sendo incendiada por seus tripulantes para evitar cair em mãos inimigas.

### Início
Villa del Salto foi construída pelo estaleiro escocês J. & G. Thomson. No dia 3 de julho de 1861, o vapor foi lançado ao mar por encomenda da companhia uruguaia Salteña. Este evento marcou o início da história de um navio que logo se tornaria parte integral da história marítima daquele país. O navio possuía 173 pés de comprimento, 23 pés de boca e 9,2 pés de pontal. O casco do navio era inteiramente de ferro. Sua propulsão constituía-se de um motor a vapor de dois cilindros com 110 HP de potência que movimentava duas rodas laterais. Originalmente, a embarcação era um À medida que o tempo passava, em 1863, o navio encontrava-se no centro de acontecimentos históricos, quando foi usado pelas forças do partido Colorado durante a Guerra Civil Uruguaia. Entretanto, em dezembro de 1864, ele foi bloqueado em Paysandú por forças do Brasil, durante a Guerra do Uruguai.

### Guerra do Uruguai
No contexto da Guerra do Uruguai, ocorreu um episódio que envolveu o vapor Villa del Salto, o general Leandro Gómez e a marinha brasileira. A ação teve início quando o General Gómez deu ordens para que o Villa del Salto se dirigisse ao porto de Paysandú. Contudo, o comandante do navio tomou uma decisão inesperada, conduzindo a embarcação ao porto do Salto, contrariando as instruções recebidas. Ao ter conhecimento da situação, o General Gómez decidiu enviar o Capitão Pedro Rivero com a missão de assumir o controle do Villa del Salto e conduzi-lo até Paysandú. Em 6 de setembro, Rivero assumiu o comando do navio e deu início à viagem rio abaixo. Durante esse percurso, o navio foi seguido pelas canhoneiras brasileiras Belmonte e Araguari, que posicionaram-se estrategicamente em um ponto por onde o Villa del Salto necessariamente passaria.
O Capitão Rivero, ciente de que a eventualidade de um confronto com as canhoneiras brasileiras era iminente, tomou a decisão de aguardar até o dia seguinte, ancorando o Villa del Salto um pouco abaixo da foz do Daymán. Na manhã de 7 de setembro, o navio levantou âncora e, uma hora depois, avistou as canhoneiras brasileiras navegando em formação na altura de Capicúa. Nesse momento, Rivero entendeu que o desfecho crítico estava se aproximando e se preparou para enfrentá-lo da melhor maneira possível. Para assegurar a defesa do navio, Rivero tomou medidas estratégicas, posicionando os oficiais Falion, Sierra, Espino, López, Linble e Argerich em locais determinados e fixando a Bandeira Nacional na popa do navio. Ele também designou o tenente Sierra, com a alternativa do alferes Argerich, para assumir o comando, se fosse necessário, garantindo que a missão fosse cumprida, mesmo que as circunstâncias o impedissem de fazê-lo.
Quando o Villa del Salto se aproximou das canhoneiras brasileiras, estas se prepararam para o confronto. As canhoneiras brasileiras, se posicionaram para o combate, revelando as bocas de seus canhões e colocando a tripulação em posição de combate. O Villa del Salto não se intimidou diante do cenário e, com um grito de "Viva a Pátria", prosseguiu sua rota em direção ao porto de Paysandú. A Belmonte, a Araguari e a Jequitinhonha estavam em formação, prontas para capturar o navio uruguaio. No entanto, ao se depararem com a determinação da tripulação do Villa del Salto, que respondia ao fogo da marinha brasileira, tomaram ciência da situação complexa em que se encontravam. O navio imperial disparou alguns tiros de canhão, mas sem sucesso. Às 13 horas, o Villa del Salto ancorou no porto de Paysandú sem incidentes. A tripulação, a artilharia e as bagagens desembarcaram em meio a um entusiasmo indescritível. Enquanto as bandeiras da pátria continuavam tremulando na popa e no mastro do Villa del Salto, a Belmonte, a Araguay e a Jequitinhonha apareceram no porto com a intenção de capturar o navio, porém, foram surpreendidas por uma explosão e chamas, demonstrando a negativa de se renderem.